# SSSPM J0109−5101
| SSSPM J0109−5101                                                | SSSPM J0109−5101    |
| --------------------------------------------------------------- | ------------------- |
| Beobachtungsdaten Äquinoktium: J2000.0, Epoche: J2000.0         |                     |
| Sternbild                                                       | Phönix              |
| Rektaszension                                                   | 00h 09m 01,5s       |
| Deklination                                                     | −51° 00′ 49″        |
| Helligkeit (V-Band)                                             | ca. 18,8 mag        |
| Helligkeit (J-Band)                                             | ca. 12,2 mag        |
| Astrometrie                                                     |                     |
| Entfernung                                                      | ca. 13 pc           |
| Eigenbewegung:                                                  |                     |
| Rek.-Anteil:                                                    | ca. +0,2 arcsec/a   |
| Dekl.-Anteil:                                                   | ca. +0,1 arcsec/a   |
| Physikalische Eigenschaften                                     |                     |
| Effektivtemperatur                                              | ca. 1800 bis 2000 K |
| Katalogeinträge                                                 |                     |
| 2MASS J01090150−5100494 • 2MUCD 20053 • USNO-B1.0 0389−00000908 |                     |

SSSPM J0109−5101, auch als 2MASS J01090150−5100494 katalogisiert, ist ein ultrakühler M-Zwerg im  Sternbild Phönix. Seine Effektivtemperatur wird grob auf etwa 1800 bis 2000 Kelvin geschätzt, seine Spektralklasse auf M9.
Die Entdeckung des Objektes wurde im Jahr 2002 von Lodieu, Scholz und McCaughrean bekannt gegeben.